# Nilbivarri
Nilbivarri är en kulle i Finland. Den ligger i Utsjoki kommun och landskapet Lappland, i den norra delen av landet, 1 100 km norr om huvudstaden Helsingfors. Toppen på Nilbivarri är 410 meter över havet. Nilbivarri ingår i Paistunturit.
Terrängen runt Nilbivarri är varierad.  Trakten runt Nilbivarri är nära nog obefolkad, med mindre än två invånare per kvadratkilometer. Omgivningarna runt Nilbivarri är i huvudsak ett öppet busklandskap.